# Punta Spring
La Punta Spring es un cabo ubicado en la entrada de la caleta Brialmont en la tierra de Graham en la Antártida. Debe su nombre al profesor W. Spring de la Universidad de Lieja miembro de la Expedición Antártica Belga.

## Historia
Fue descubierto en 1898 durante la Expedición Antártica Belga mientras esta era comandada por Adrien de Gerlache de Gomery. Este decidió llamarla así en honor a W. Spring un profesor de Lieja que integró la expedición. El cabo se encuentra en la zona reclamada por Argentina y Chile y ambos estados han construido bases en el lugar. En 1954 Argentina construyó un refugio en la zona que se convirtió en 1977 en la Base Primavera.